# Brachialgie
Brachialgie bezeichnet einen Schmerz im Arm, der vor allem durch mechanische Reizung oder Kompression des Plexus brachialis hervorgerufen wird. Brachialgie kann verschiedene Ursachen haben.

## Vertebragene Brachialgie
Bei dieser Art der Brachialgie gehen Armschmerzen von der Halswirbelsäule (vertebragen) aus. Sie stellt die häufigste Schmerzursache im Armbereich dar. Betroffen sind die Wurzeln des sechsten bis achten Zervikalnervs und des ersten Thorakalnervs. Die Beschwerden können bis in den Kleinfinger ausstrahlen. Die Therapie erfolgt durch eine kontinuierliche Blockade des Plexus brachialis mit schmerzstillenden Mitteln.

## Neuritis des Plexus brachialis (Plexusneuritis oder neuralgische Schulteramyotrophie)
Bei einer Neuritis des Plexus brachialis (eine Form der Plexusneuritis) handelt es sich um eine Entzündung des Armnervengeflechts. Die Erkrankung wird auch als neuralgische Schulteramyotrophie oder Parsonage-Turner-Syndrom bezeichnet. Die Schmerzen treten plötzlich auf. Nach mehreren Tagen treten erste Lähmungen der Schulter- und Armmuskulatur auf. Taubheit und Gefühlsstörungen treten nur in einem Drittel aller Fälle auf. Die motorischen Ausfälle der Muskulatur bilden sich nach einigen Monaten wieder zurück. Die Therapie erfolgt mit entzündungshemmenden Medikamenten oder einer Blockade des Plexus brachialis (Skalenusblockade).

## Schulter-Hand-Syndrom
Beim Vorliegen eines Schulter-Hand-Syndroms treten Schmerzen in einzelnen Gelenken (Ellenbogen-, Hand- oder Schultergelenke) auf und strahlen in andere Bereiche des Armes aus. Eine genaue Bestimmung des Schmerzherdes ist deshalb schwierig. Die Schmerzen treten in Ruhe auf und werden durch eine Belastung des Armes gesteigert. Begleitsymptome durch Störungen des vegetativen Nervensystems können Kälte, Zyanose oder Schwitzen sein. Es ist eine Verwechslungsgefahr mit Morbus Sudeck vorhanden. Die Behandlung erfolgt über Antirheumatika, eine Blockade des Plexus brachialis sowie Krankengymnastik.

## Brachialgia paraesthetica nocturna
Die Brachialgia paraesthetica nocturna ist ein Krankheitsbild im Bereich des Armes und der Hand, welches vor allem nachts und am frühen Morgen auftritt (nocturnus – nächtlich). Es entstehen schmerzhafte Missempfindungen, die meist durch eine Fehllagerung und somit eine Reizung der sympathischen Fasern der Gefäße des Armes hervorgerufen werden („Parkbanksyndrom“). Je nach Ausmaß der Fehllagerung während der Nacht können die Schmerzen chronisch werden. Ist nur die Handfläche von den schmerzhaften Missempfindungen betroffen, liegt meist ein Engpass-Syndrom des Karpaltunnels vor.

## Brachialgie nach Brustentfernung
Häufig treten starke Armschmerzen nach einer vollständigen Entfernung der weiblichen Brust (Mammaamputation) und der Achsellymphknoten auf. Als Folge kommt es zu einer Lymphabflussstörung bzw. einem Lymphstau und somit zu einer Nervenkompression. Der Arm ist sichtlich ödimatös aufgetrieben. Nach einer Lymphdrainage (manuell oder durch Gabe harntreibender Mittel) und Abschwellen des Armes können die Schmerzen durch eine Plexusblockade gelindert werden.

## Brachialgie nach Bestrahlung
Die Symptome ähneln einer Plexusneuritis. Durch Bestrahlung bei Brustkrebs kommt es zu Nervenstörungen und -schädigungen oberhalb des Schlüsselbeins und der Achselhöhle. Häufig verhärtet das Unterhautgewebe (Strahlenfibrose) und es kommt zu einer Lymphabflussstörung. Die Behandlung dieser Brachialgie ist sehr schwierig. Bei strahlenbedingten krankhaften Hautveränderungen ist das Entzündungsrisiko bei Durchführung von Nervenblockaden stark erhöht. 

## Echte (idiopathische) Plexusneuralgie
Bei der echten Plexusneuralgie handelt es sich um ein seltenes Krankheitsbild. Es treten attackenartige Schmerzen auf. Die Schmerzen werden durch schmerzstillende Mittel (Analgetika) gelindert.

## Insertionstendopathie
Durch Überbeanspruchung des Griffelfortsatzes (Processus styloideus) von Elle oder Speiche können Schmerzen in den gesamten Arm ausstrahlen.

## Engpass-Syndrom
siehe Skalenussyndrom

## Hyperabduktionssyndrom
siehe Hyperabduktionssyndrom

## Epikondylitis radialis humeri
siehe Tennisarm bzw. Tennisellenbogen